# 성 차이의 신경과학

인간 두뇌.
시상하부
편도체
해마체와 뇌궁
다리뇌
뇌하수체

성 차이의 신경과학은 다른 성별의 뇌를 구분하는 특성을 연구하는 것이다. 일부 사람들은 심리적 성 차이가 평생 동안 뇌 발달에 대한 유전자, 호르몬 및 사회적 학습의 상호 작용을 반영한다고 생각한다. 리제 엘리엇(Lise Eliot)이 주도한 2021년 메타 합성(meta-synthesis)에서는 성별이 뇌 구조 또는 편측성(laterality)의 1%를 차지한다는 것을 발견했으며, 전체 뇌 부피에서만 큰 그룹 수준의 차이를 발견했다.

## 같이 보기
- 젠더 불일치의 원인
- 성적 뇌
- 인간의 성차
- 인간 생리학에서의 성 차이